# Torrente de Garenda
Torrente de Garenda är ett periodiskt vattendrag i Spanien.   Det ligger i regionen Balearerna, i den östra delen av landet, 600 km öster om huvudstaden Madrid.